# François Boulêtreau
 (janvier 2024).
François Boulêtreau, né le 11 novembre 1948 à Champ-sur-Layon, est un ancien professeur de littérature française et directeur à l'Institut catholique d'études supérieures.

## Biographie
François Boulêtreau a fait ses études supérieures à l’Université catholique de l’Ouest ainsi qu’à Paris-IV Sorbonne et à l’EPHE. Il soutient une thèse de 3e cycle à Paris IV en janvier 1980.
Nommé assistant de langue et littérature française à l’Université catholique de l'Ouest à Angers en 1970, il est assistant invité dans le département de langue et littérature française de la section philologie romane de l’Université catholique de Lublin en Pologne de 1976 à 1978.
En 1980, il est nommé Senior Lecturer dans le département de français de l’Université du Witwatersrand à Johannesburg (Afrique du Sud).
En 1985, il regagne la France et devient directeur du département de lettres de l’Université catholique de l'Ouest, à Angers avant de créer à Rennes l’Institut universitaire Saint-Melaine, devenu l’Institut catholique de Rennes, qu’il dirige jusqu’en 1993.
En 1993, il contribue, sous la direction de l’abbé Hyacinthe-Marie Houard, par la suite accusé d'abus sexuels sur mineurs,,, à la fondation de l’Institut Albert-le-Grand au sein de l’Ircom à Angers. Il en assure la direction de 1993 à 1999.
En 1999, le directeur général de l’Institut catholique d'études supérieures, où il est chargé de lancer un département de sciences politiques et de créer un réseau de relations internationales. Il occupe ce poste jusqu’en juillet 2005.
Il devient alors directeur général de l’Institut catholique d'études supérieures jusqu’à l’expiration de son mandat le 1er septembre 2010. Il est alors nommé pour un an directeur des Relations internationales à l’ICES avant de prendre sa retraite le 1er octobre 2011.

## Travaux universitaires
Il a soutenu une thèse sur les relations franco-polonaises au XVIIe.
Il a publié une vingtaine d'articles sur la littérature française des XVIIe et XXe siècles.

## Décorations
- Chevalier de l'ordre national du Mérite en 2003[6].
- Chevalier de l'ordre des Palmes académiques en 2007.
- Chevalier de l'ordre de Saint-Grégoire-le-Grand en 2011[2].